# A Város Mindenkié

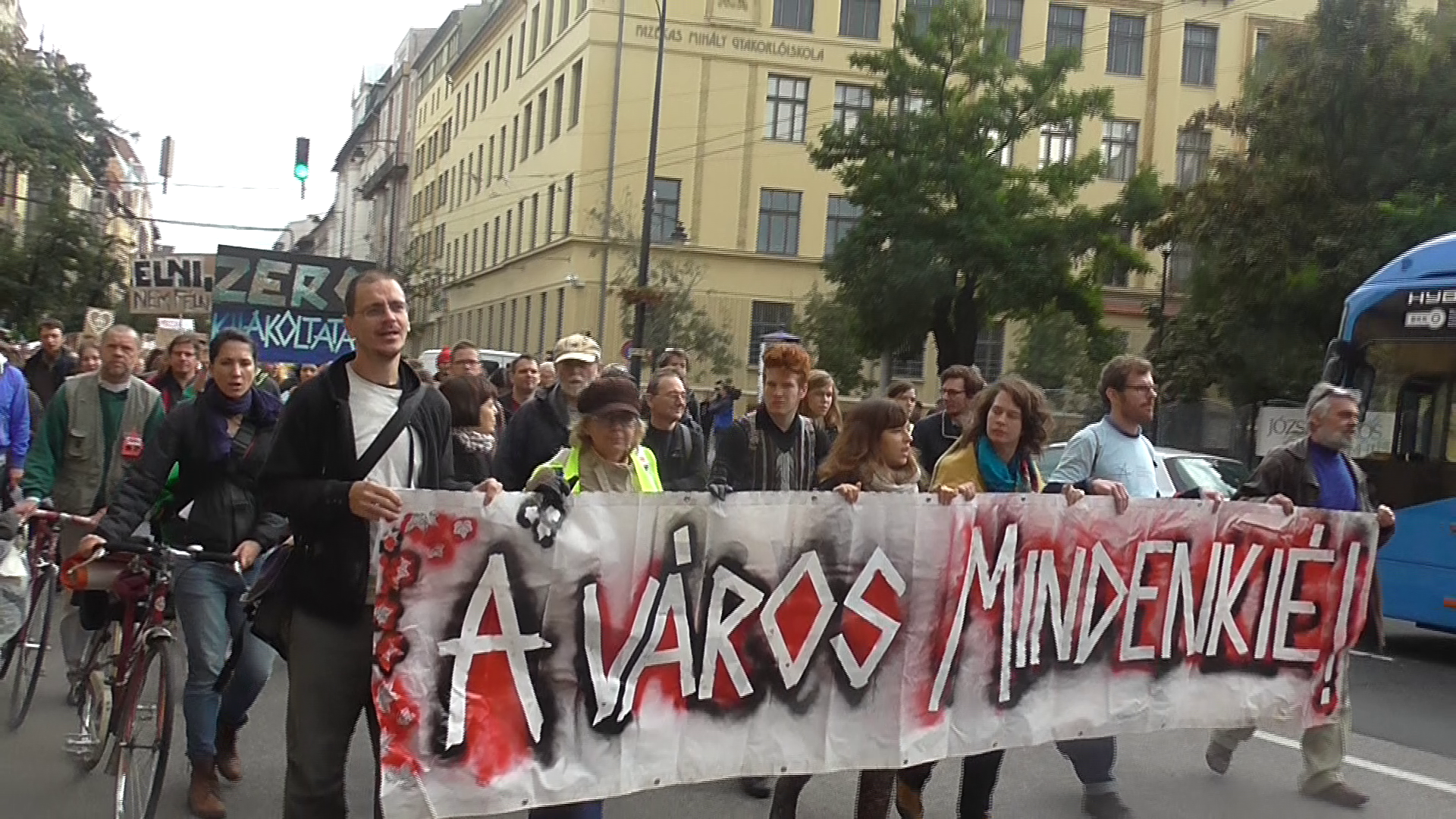
A Város Mindenkié az 5. Üres Lakások Menetén 2015. október 17-én

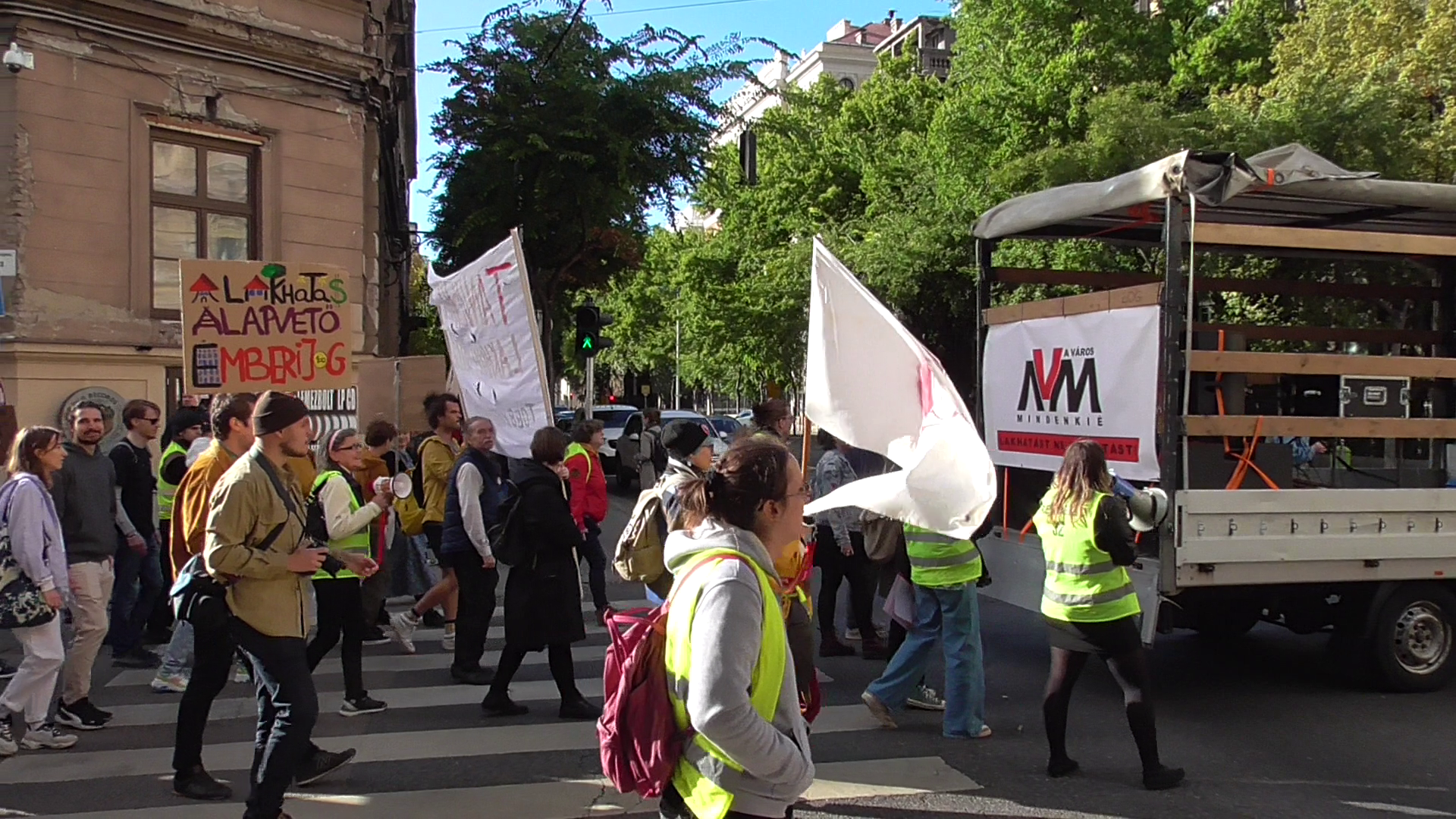
A X. Lakásmenet

A Város Mindenkié (rövidítve: AVM) olyan hajléktalan, hajléktalanságot megtapasztalt, valamint nem hajléktalan aktivisták, alulról szerveződő budapesti és pécsi önkéntesek - 2023 óta inaktív - csoportja, akik a tágan értelmezett hajléktalanságban és lakhatási szegénységben élő emberek érdekében tenni akarnak egy egyenlőségen alapuló igazságos társadalomért.
Szociális területen magasan képzett értelmiségiek, szociálpolitikusok, valamint szociális munkások dolgoznak együtt előítélet és diszkrimináció mentesen (szaknyelven: elitizmus és ellenséges osztályizmus) nélkül a lakásszegénységben élő vagy az az önálló otthon nélkülözésével küzdő embertársaikkal. Céljuk megmutatni: összefogással az elnyomott, hajléktalan emberek képesek kiállni az őket megillető jogaikért és az emberi méltóságukért. Az elmúlt tíz év alatt bekövetkezett ingatlanárrobbanás következtében megemelkedett, egyre nehezebben megfizethető lakás, ház és albérlet árak miatt az alsó középosztályt, az egyetemisták mellett a pályakezdő fiatal felnőtteket is bevonták a mozgalom célközönségébe. 2011-óta az AVM szervezi a minden év októberében megtartott Lakásmenetet. (Az elmúlt években társszervezővé vált a szövetséges Társadalomelméleti Kollégium, 2023-tól pedig az Utcáról Lakásba Egyesület vette át a főszervező szerepét.) Az AVM-ből 2014-ben kivált és formálisan önállóvá vált Közélet Iskolája (KIA) alapítvány felnőttképzési nonprofit szervezet az egykori AVM Akadémia képzési tapasztalatainak kiterjesztéseként alakult meg. Azóta elméleti és gyakorlati tudásuk továbbadásával, kritikai pedagógiai módszertannal oktat más önálló érdekérvényesítő és érdekvédő csoportokat, szervezeteket a tevékenységük elméleti fejlesztésére. A másik kettő AVM sarjnak tekinthető a 2014-ben bejegyzett Utcáról Lakásba Egyesület (ULE), amely a romos önkormányzati lakások felújítását, majd azokba az otthontalan emberek beköltözését segíti, valamint a 2016-ban létrejött Utcajogász Egyesület, amely a hajlék nélküli élni kényszerülő emberek jogi védelmét látja el és tart minden hét péntek délután 15-17 óra között kitelepülést a Blaha Lujza téren vagy rossz időjárás esetén az aluljáróban.

## Előzmények
A Kádár-korszak utolsó éveiben, az 1980-as évek végén jelent meg az addig jóformán ismeretlen munkanélküliség és hajléktalanság. A kapitalista rendszerváltás körüli időszak sajátos szociálpolitikai problémahalmazának komoly kortüneteként jelent meg ismét hazánkban a rohamosan növekvő mértékű hajléktalanság és ennek közbeszédben történő tudatosodása. 1989 után közel 1 millió munkahely szűnt meg, amely tömeges elszegényedéshez vezetett. Robbanásszerűen nőttek a szociális és társadalmi különbségek. A rendszerváltás idején 1989-1991 között, rövid életű és önszerveződő érdekérvényesítő csoportokat alapítottak zömmel az érintettek. A megoldások keresése mellett céljuk volt a nyilvánosság figyelmének felhívása az eszkalálódó szociális krízisre. Például: Hajléktalanokért Társadalmi Bizottság, Hátrányos Helyzetűek Országos Tanácsa, Nemzet Szegényeinek Frontja, Szegények Önsegítő Szövetsége (SZÖSZ). A helyzet segítésére a Szegényeket Támogató Alap (SZETA) és Nagy Bandó András író, humorista is bekapcsolódott. A kisebb demonstrációkkal párhuzamosan Iványi Gábor 1989-ben alapította meg az ellátórendszer alapjait elindító Oltalom Karitatív Egyesületet, majd 1990-ben kezdte meg tevékenységét a Menhely Alapítvány. Az utóbbi intézményesült funkcióját az 1993-ban hozott szociális törvény szerint a fővárosi üzemeltetésű Budapesti Módszertani Szociális Központ (BMSZKI) vette át.

## Története

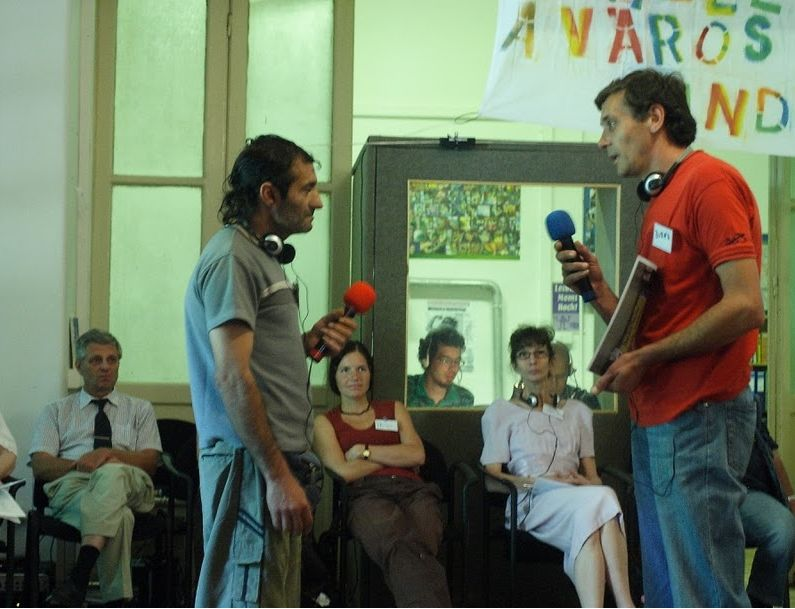
PTH képzés

A Város Mindenkié 2008 augusztusában alakult meg a New York-i Picture The Homeless tagjai által Magyarországon tartott képzés hajléktalan, valamint hajlékkal rendelkező résztvevőiből. Közvetlen elődjének Az utca embere nevű önkéntes hálózat tekinthető, amiben azonban még nem tevékenykedtek hajléktalan és lakásszegénységben élő emberek. A társadalomtudatos közösség nem rendelkezik jogi személyiséggel, informális módon működik. Pénzügyi eszközeit a tagok hozzájárulásai biztosítják. Dekartált célja, hogy lehetőséget teremtsen a hajléktalan embereknek arra, hogy kiálljanak saját emberi méltóságukért és küzdjenek az emberhez méltó lakhatási jogért. A tevékenységében a hajléktalan emberek vezető szerepet játszanak.

## Tevékenységei
- A Város Mindenkié gyakran szervez nagyszabású demonstratív eseményeket, amelyek a hajléktalan emberek jogainak védelméhez és érdekeik érvényesítéséhez kapcsolódnak, valamint hozzájárulnak a hajléktalanság és a hajléktalan emberek társadalmi megítélésének megváltoztatásához.

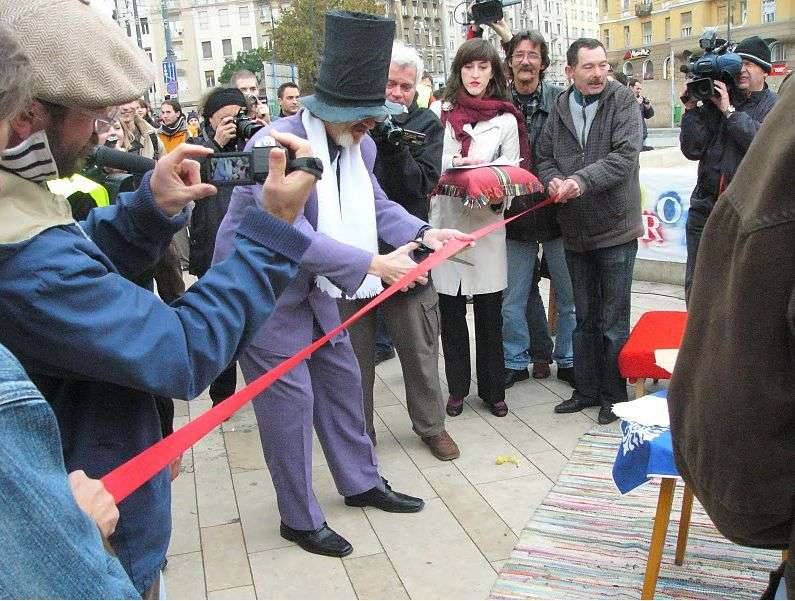
„Bérlakás avató buli” a Móricz Zsigmond körtéren

- A csoport rendszeresen megjelenik a sajtóban is, hogy változtasson azon a nézeten, miszerint a hajléktalan emberek tehetetlenek és reménytelenek.
- A Város Mindenkié igyekszik együttműködni más, alulról szerveződő, valamint lakhatással és hátrányos helyzetű csoportokkal foglalkozó civil szervezetekkel, hogy erőteljes közös fellépéssel tegyen a társadalmi kirekesztés ellen.
- A csoport két tagja megfigyelőként részt vesz a Tízek Tanácsa (a fővárosi hajléktalan-ellátó szervezetek konzultatív testülete) ülésein is.
- A csoport érdekvédelmi szereplőként is fellép: a csoporthoz eljutó, a szociális szolgáltatásokkal kapcsolatos panaszokat megvizsgálja és továbbítja a felelős vezetők felé, felvállalva a panaszos képviseletét.
- Végül, a csoport folyamatosan beszélgetéseket szervez hajléktalanszállókon, hogy tudatosítsa a hajléktalan emberekben a jogaikat, segítse őket az önszerveződésben.

## Szervezeti felépítés

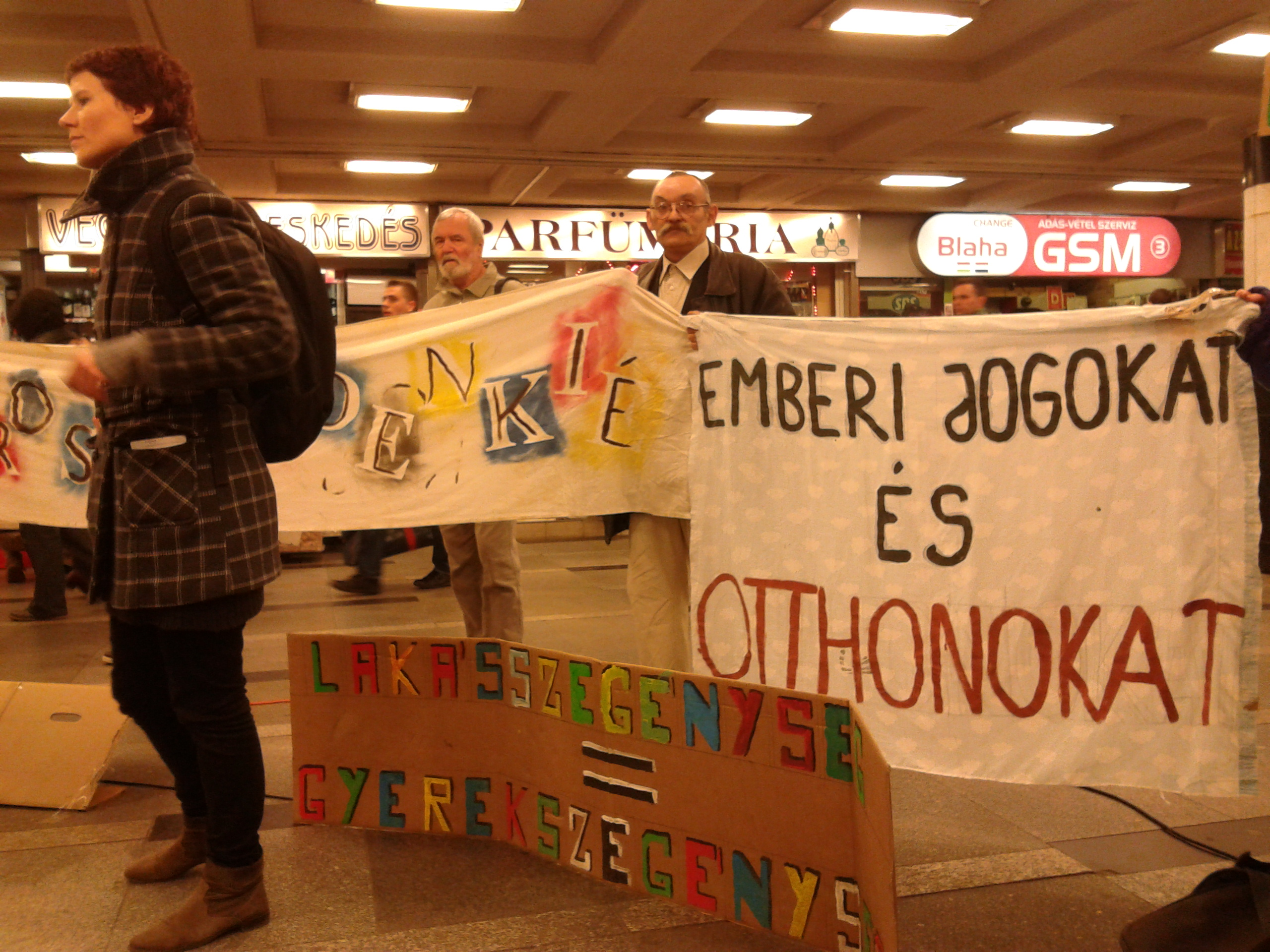
Gyerekszegénységi demonstráció a 2014-es Emberjogi Napon

A Város Mindenkié a folyamatos munkát Munkacsoportokba szerveződve, bázisdemokrata elvek szerint végzi, törekedve a konszenzusos döntéshozatalra. Hetente plenáris üléseken vitatja meg az aktuális kérdéseket, hallgatja meg a munkacsoportok beszámolóit.
Jelenleg négy munkacsoport működik.

### Lakhatási munkacsoport
A Lakhatási munkacsoport célja egy olyan lakhatási kampány elindítása, amely felhívja a döntéshozók és állampolgárok figyelmét azokra az üresen álló budapesti ingatlanokra, amelyek segítségével a megfelelő jogi háttérrel és társadalmi munkában állandó lakóhelyeket lehetne teremteni a most hajléktalanként köztereken, szívességi lakáshasználóként vagy hajléktalanszállókon élő embereknek.
Célja továbbá, hogy nyomásgyakorlással rávegye a közhatalmi szereplőket a támogatott lakhatás különböző formáinak (pl. szociális bérlakás) magyarországi meghonosítására, kiterjesztésére, fenntartására.

### Hajléktalan-ellátási munkacsoport
A Hajléktalan-ellátási munkacsoport célja az érdekvédelem megerősítése és fejlesztése a hajléktalan embereket ellátó szociális intézményekben annak érdekében, hogy a szolgáltatásokat használók aktívan részt vehessenek az őket érintő döntések meghozatalában. Ezért a munkacsoport kapcsolatot tart az intézmények vezetőivel.

### Köztér munkacsoport
A Köztér munkacsoport célja a köztereken tartózkodó és azt használó hajléktalan emberek jogainak védelme. Ennek érdekében jogi ismeretterjesztő szórólapokat és képzéseket valósít meg, valamint ún. utcasarki jogklinikát hoz létre más jogvédő szervezetekkel együttműködésben.

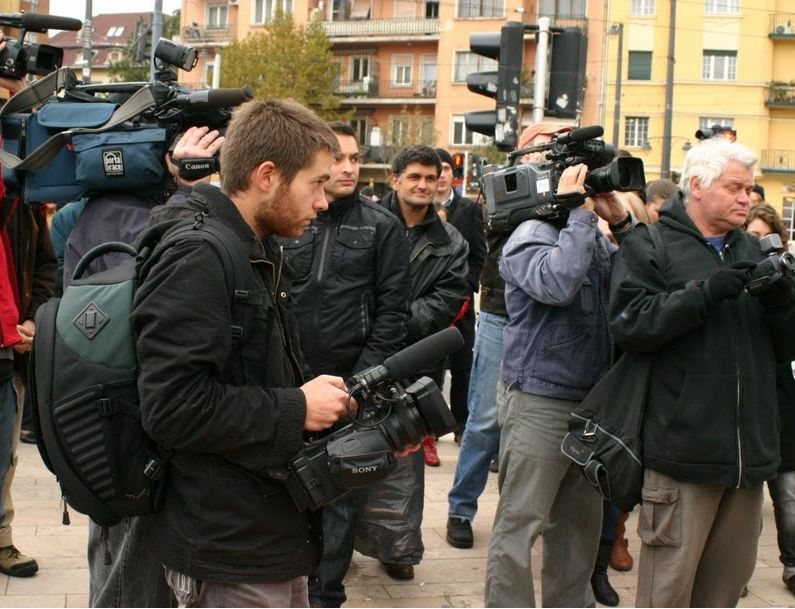
Munkában a média

### Média munkacsoport
A Média munkacsoport felelős A Város Mindenkié csoport médiastratégiájának kidolgozásáért és megvalósításáért. Ennek érdekében szervezi a média-megjelenéseket, heti rendszerességgel jelentkező rádióműsort szerkeszt egy internetes, nonprofit rádióban, cikkeket publikál a csoport tevékenységéről a fővárosi utcalapokban, és létrehozza a csoport honlapját.

## Galéria
- Az AVM 56-os megemlékezésén Ortutay Gergely beszél

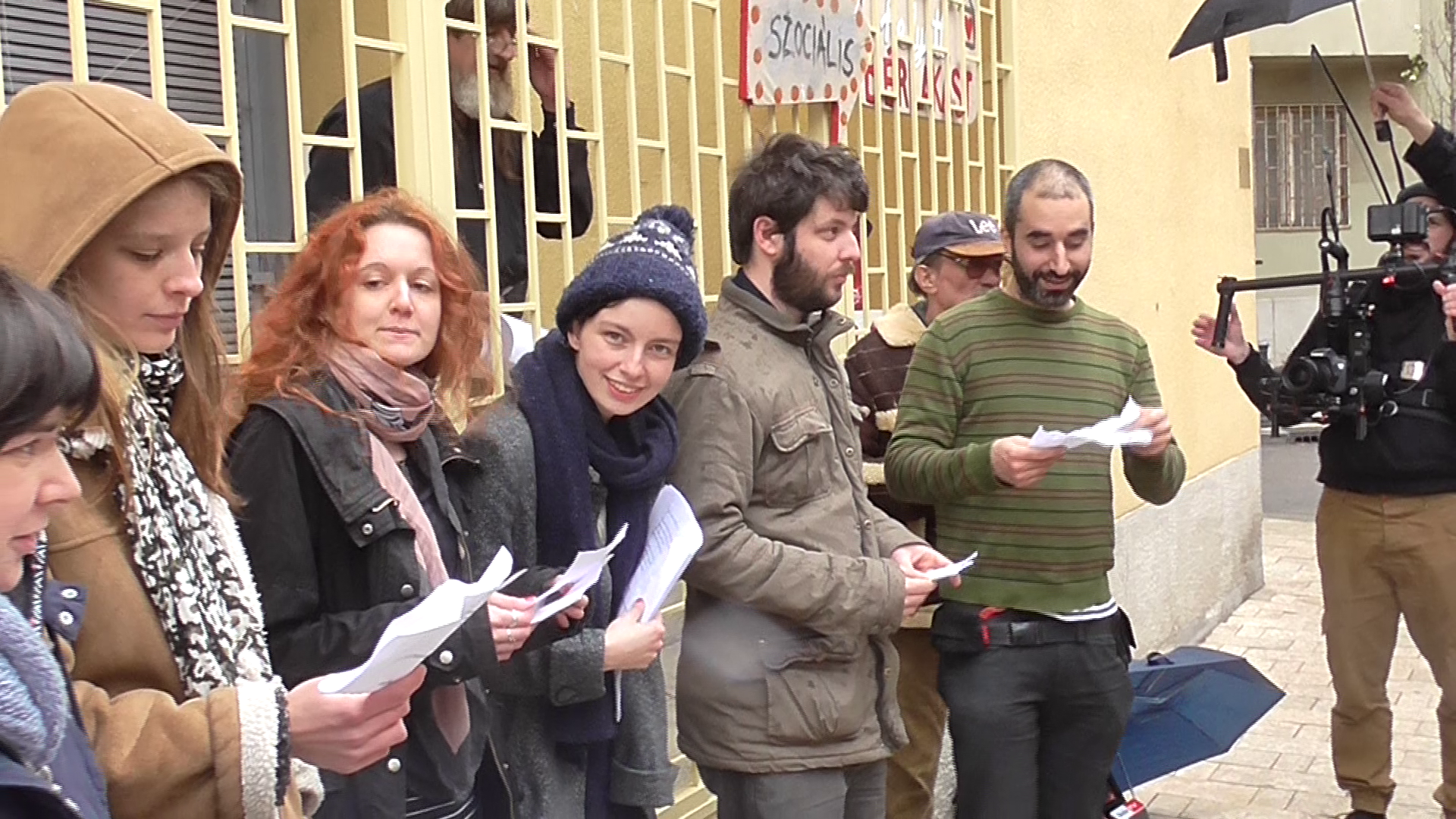
Szociális bérlakást! A BKK kórus fellépése A Város Mindenkié csoport 2015-ös Bástya utcai sajtótájékoztatóján
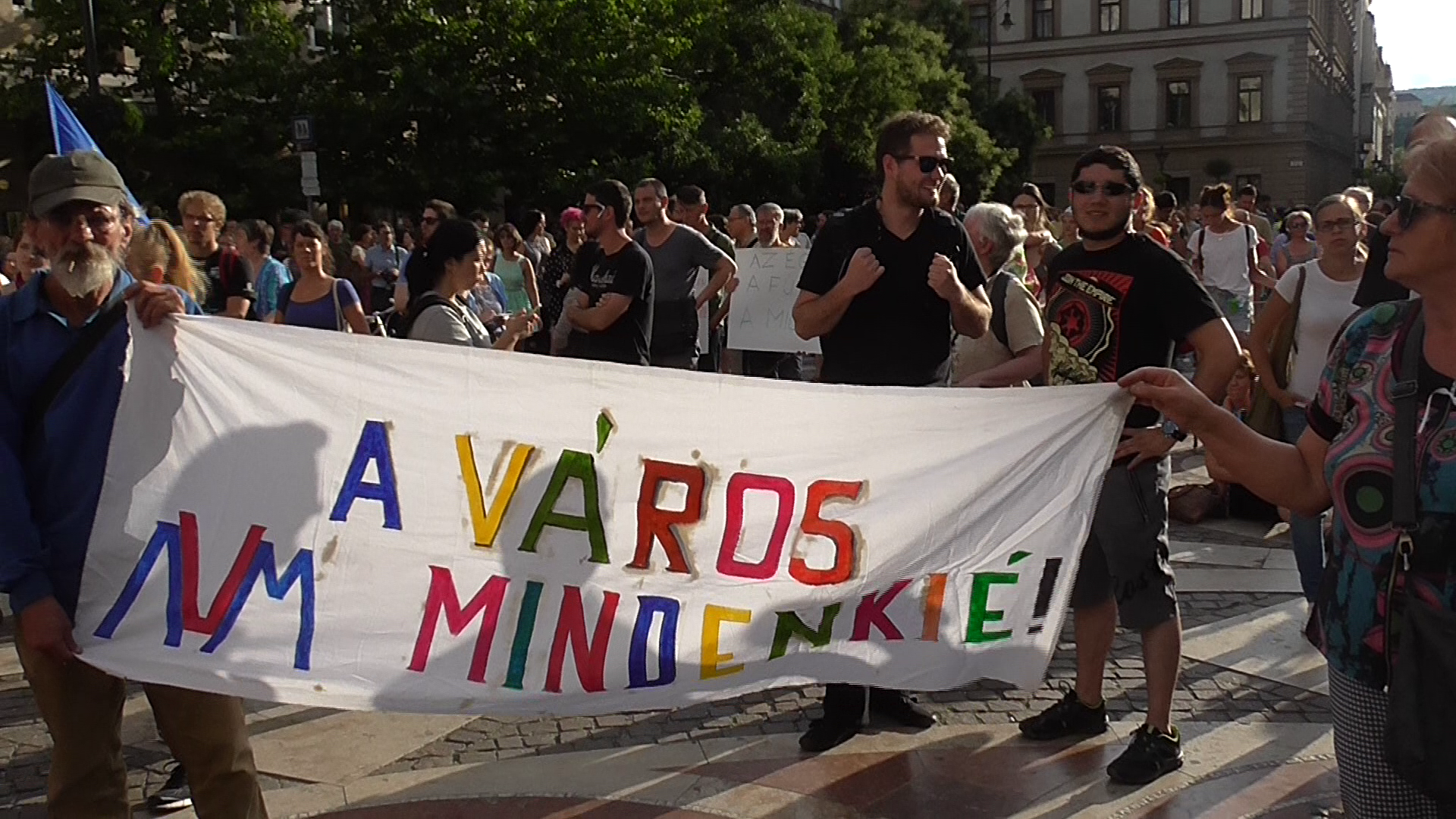
A Város Mindenkié a MigSzol 2015. július 14-ei tüntetésén
- A 2019-es Lakhatási menetből